# Stevan Živković (cầu thủ bóng đá)
Stevan Živković (Kirin Serbia: Стеван Живковић; sinh 18 tháng 10 năm 1989) là một tiền vệ bóng đá Serbia, thi đấu cho FC Gandzasar Kapan.